# Índice remissivo

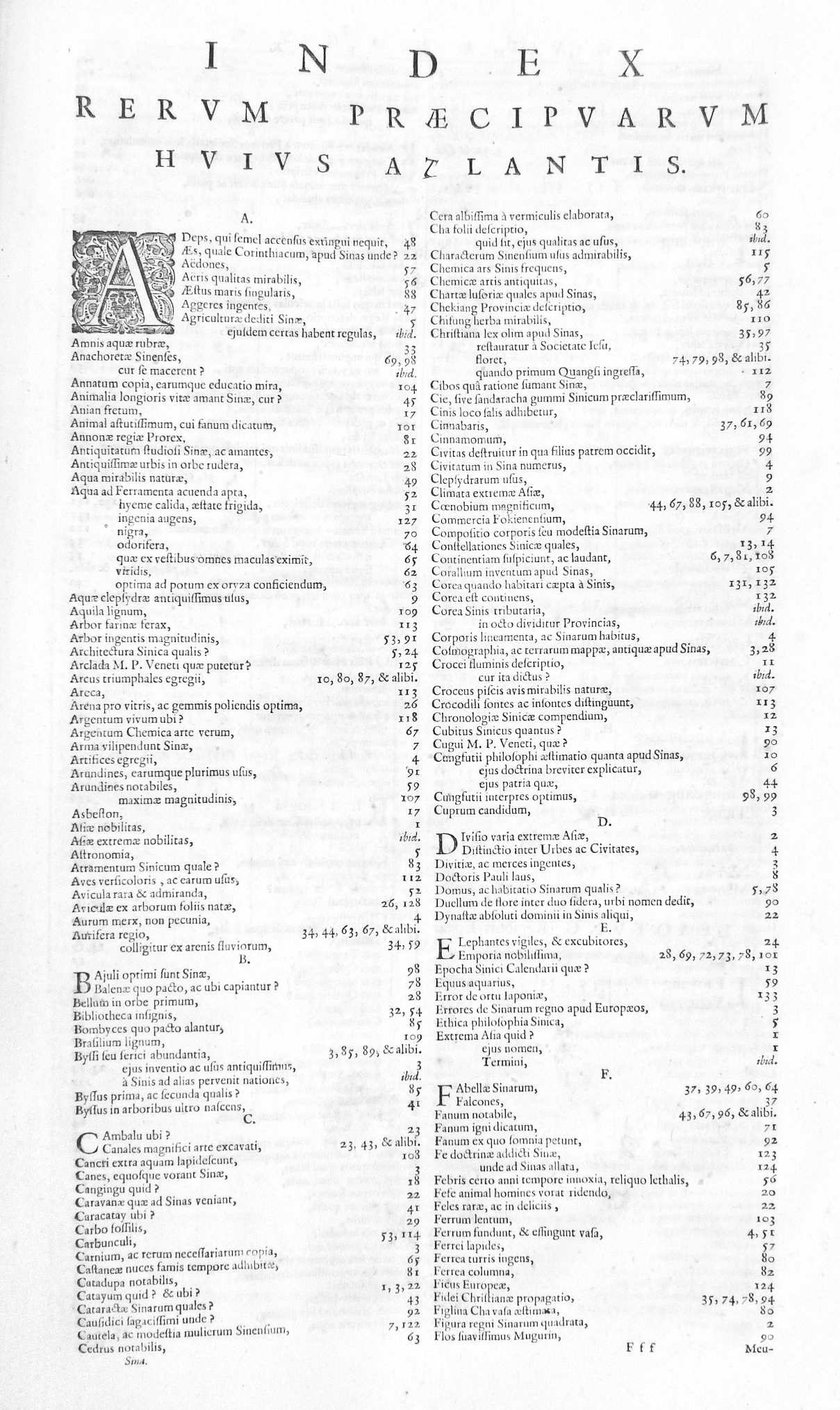
Índice remissivo de Novus Atlas Sinensis de Martino Martini, publicado como uma secção do volume 10 do Atlas Maior de Joan Blaeu em 1655.

Um índice remissivo (não confundir com o índice de conteúdos) é uma lista de palavras ou frases que remete à localização do material no interior de um livro ou de uma publicação. Os termos incluirão nomes de pessoas, lugares, eventos, e conceitos ordenados alfabeticamente, a cada um correspondendo um número de página.

## Tipos
Existem diversos tipos de índices: bibliográficos, acumulativos, de títulos permutados, de conteúdo, de cita, de impacto, temático, onomástico, topográfico, etc.

### Onomástico
Num índice onomástico, listam-se em ordem alfabética os nomes dos autores citados no texto. Este índice utiliza-se comumente em livros muito extensos. Imediatamente após o nome, apresentam-se os números de página da seguinte maneira: sobrenome, nome: sequência de páginas em ordem numérica.
De Icaza, Miguel: 72, 97, 121
Kahlo, Frida: 200
Mozart, Wolfgang Amadeus: 26, 32, 41, 61, 62
Turing, Alan Mathison: 99, 101, 110, 111

### Temático ou terminológico
Lista em ordem alfabética dos temas e subtemas apresentados no texto. Comumente utilizado em textos científico-técnicos ou de divulgação científica. Imediatamente após o nome, apresentam-se os correspondentes números de página.
Cripta, criptografía: 2, 3, 5, 7, 11
Software:
livre: 16, 34, 45, 57, 76
proprietário: 27, 35, 48, 60
Índice:
De conteúdo: 10, 11
Onomástico: 37, 59
Temático: 101, 215

## Normas
- ISO 999:1996 Guidelines for the Content, Organization, and Presentation of Indexes: É o a norma internacional, adotada nacionalmente no Reino Unido, Austrália, Nova Zelândia e Colômbia.[cita [carece de fontes?]

## Veja-se também
- Design de livros
- Indexação